# Кунигунда фон Лойхтенберг
Кунигунда фон Лойхтенберг (на немски: Kunigunde von Leuchtenberg; * ок. 1303; † 29 април 1382 в Гросгрюндлах, Нюрнберг) е ландграфиня от Лойхтенберг и чрез женитба графиня на Ваймар-Орламюнде (1321 – 1340), основателка на манастир Химелстрон и първата абатиса там (1360 – 1382). Тя е исторически източник на легендата за „Бялата жена“ на Хоенцолерните.
Тя е дъщеря на ландграф Улрих I фон Лойхтенберг († 1334) и първата му съпруга Елизабет. Кунигунда фон Лойхтенберг се омъжва през 1321 г. за граф Ото VI фон Ваймар-Орламюнде (* 1297; † 28 юли 1340) от род Аскани, син на граф Ото IV фон Ваймар-Орламюнде († 1318) и първата му съпруга графиня Аделхайд фон Кефернбург († 1304/1305). Бракът е бездетен.
Кунигунда фон Лойхтенберг основава през 1343 г. манастир Химелстрон в днешен Нюрнберг и през 1360 г. става там абатиса. Кунигунда умира на 29 април 1382 г. и е погребана в Химелстрон.

## Легенда
Според легендата Кунигунда се влюбва в Албрехт Красивия (1319 – 1361), син на бургграф Фридрих IV от Нюрнберг († 1332), но той не се жени за нея. Тя убива с игла в главите двете си деца (едно момиче на две години и едно момче на три години). Кунигунда прави поклонение до Рим и папата ѝ опропщава греховете с условието, ако построи манастир и влезе в него.